# Ardstraw
Ardstraw är en ort i Storbritannien.   Den ligger i riksdelen Nordirland, i den västra delen av landet, 600 km nordväst om huvudstaden London. Ardstraw ligger 34 meter över havet och antalet invånare är 222.
Terrängen runt Ardstraw är platt åt sydväst, men åt nordost är den kuperad. Ardstraw ligger nere i en dal. Runt Ardstraw är det ganska glesbefolkat, med 28 invånare per kvadratkilometer. Närmaste större samhälle är Omagh, 17,9 km sydost om Ardstraw. Trakten runt Ardstraw består i huvudsak av gräsmarker.